# Luis Suárez (labdarúgó, 1997)
Luis Suárez (Santa Marta, 1997. december 2. –) kolumbiai válogatott labdarúgó, a spanyol Almería csatárja.

## Pályafutása

### Klubcsapatokban
Suárez a kolumbiai Santa Marta városában született. Az ifjúsági pályafutását a Leones akadémiájánál kezdte.
2015-ben mutatkozott be a Leones felnőtt keretében. A 2016–17-es szezonban a spanyol Granada B-nél szerepelt kölcsönben. 2017-ben az angol első osztályban szereplő Watford szerződtette. 2017 és 2020 között a spanyol Valladolid B, Gimnàstic és Zaragoza csapatát erősítette kölcsönben. 2020-ban a Granadához igazolt. 2022. július 22-én ötéves szerződést kötött a francia első osztályban érdekelt Marseille együttesével. Először 2022. augusztus 7-én, a Reims ellen hazai pályán 4–1-es győzelemmel zárult bajnoki 62. percében, Arkadiusz Milik cseréjeként lépett pályára és egyben megszerezte első két gólját is a klub színeiben. A 2022–23-as szezon második felében az Almerínánál játszott kölcsönben. A lehetőséggel élve, 2023 nyarán az Almeríához írt alá. 

### A válogatottban
Suárez 2020-ban debütált a kolumbiai válogatottban. Először a 2020. november 17-ei, Ecuador ellen 6–1-re elvesztett mérkőzés 41. percében, Johan Mojicat váltva lépett pályára.

## Statisztikák
2023. május 23. szerint
| Klub                   | Szezon   | Osztály          | Bajnokság | Bajnokság | Kupa és Ligakupa | Kupa és Ligakupa | Nemzetközi | Nemzetközi | Összesen | Összesen |
| Klub                   | Szezon   | Osztály          | Meccs     | Gól       | Meccs            | Gól              | Meccs      | Gól        | Meccs    | Gól      |
| ---------------------- | -------- | ---------------- | --------- | --------- | ---------------- | ---------------- | ---------- | ---------- | -------- | -------- |
| Gimnàstic (kölcsönben) | 2018–19  | Segunda División | 36        | 7         | 1                | 0                | —          | —          | 37       | 7        |
| Zaragoza (kölcsönben)  | 2019–20  | Segunda División | 38        | 19        | 1                | 0                | —          | —          | 39       | 19       |
| Granada                | 2020–21  | La Liga          | 27        | 5         | 2                | 0                | 8          | 2          | 37       | 7        |
| Granada                | 2021–22  | La Liga          | 37        | 8         | 1                | 0                | —          | —          | 38       | 8        |
| Granada                | Összesen | Összesen         | 64        | 13        | 3                | 0                | 8          | 2          | 75       | 15       |
| Marseille              | 2022–23  | Ligue 1          | 7         | 3         | 0                | 0                | 4          | 0          | 11       | 3        |
| Almería (kölcsönben)   | 2022–23  | La Liga          | 21        | 4         | 0                | 0                | —          | —          | 21       | 4        |
| Összesen               | Összesen | Összesen         | 166       | 46        | 5                | 0                | 12         | 2          | 183      | 48       |

### A válogatottban
| Válogatott | Év       | Pályára lépés | Gól |
| ---------- | -------- | ------------- | --- |
| Kolumbia   | 2020     | 1             | 0   |
| Kolumbia   | 2022     | 3             | 0   |
| Összesen   | Összesen | 4             | 0   |